# Chongzuo
Chongzuo is een stadsprefectuur in het zuidwesten van de zuidelijke regio Guangxi, Volksrepubliek China.